# Hans-Georg Gallenkamp
Hans-Georg Gallenkamp (* 8. September 1916 in Berlin; † 7. Februar 2001 in Tecklenburg) war ein deutscher Unternehmer.

## Werdegang
Gallenkamp entstammte einer Soldatenfamilie und diente in der Wehrmacht als Offizier. 1943 heiratete er in die  Unternehmerfamilie Schoeller ein und trat 1945 in die familieneigene Osnabrücker Papierfabrik Felix Schoeller ein. Von 1964 an war er Mitglied der Geschäftsführung. In dieser Zeit entwickelte sich das Unternehmen zum weltweit bedeutendsten konzernfreien Lieferanten von Fotobasispapieren. Ende 1979 wechselte er als Geschäftsführer zur Schoeller Finanz KG und der Schoeller Beteiligungen GmbH und wurde Vorsitzender des Beirats der Felix Schoeller Holding GmbH & Co KG. 1987 zog er sich aus dieser Stellung zurück.
Er war ab 1970 Vizepräsident und von 1973 bis 1990 Präsident der Industrie- und Handelskammer Osnabrück-Emsland. Zugleich war er Präsident der Arbeitsgemeinschaft der fünf Euregio-Grenzlandkammern. Ehrenamtlich war er Vorsitzender des Industrie-Klubs Osnabrück-Emsland, Vorstandsmitglied im Verband Deutscher Papierfabriken sowie Mitglied von Gremien im Bundesverband der Deutschen Industrie und des Stifterverbandes für die Deutsche Wissenschaft.
Er war Konsul der Niederlande für den Bezirk Osnabrück-Emsland sowie stellvertretender Vorsitzender der Deutsch-Niederländischen Gesellschaft.

## Ehrungen
- 1976: Großes Verdienstkreuz des Verdienstordens der Bundesrepublik Deutschland
- 1986: Großes Verdienstkreuz des Niedersächsischen Verdienstordens